# Ачалов, Владислав Алексеевич
Владисла́в Алексе́евич Ача́лов (13 ноября 1945, Атамаш, Татарская АССР, СССР — 23 июня 2011, Москва) — советский военачальник, политический и общественный деятель. Генерал-полковник (1989). Заместитель министра обороны СССР (1990—1991). Создатель и первый председатель Всероссийского Союза общественных объединений ветеранов десантных войск «Союз десантников России» (2003—2011).

## Биография

### Происхождение
Владислав Алексеевич Ачалов родился 13 ноября 1945 в деревне Атамаш Атнинского района Татарской АССР, татарин. По окончании средней школы решил стать военным и поступил в Казанское танковое Краснознамённое училище им. Верховного Совета Татарской АССР, которое окончил в 1966 году.

### Военная служба

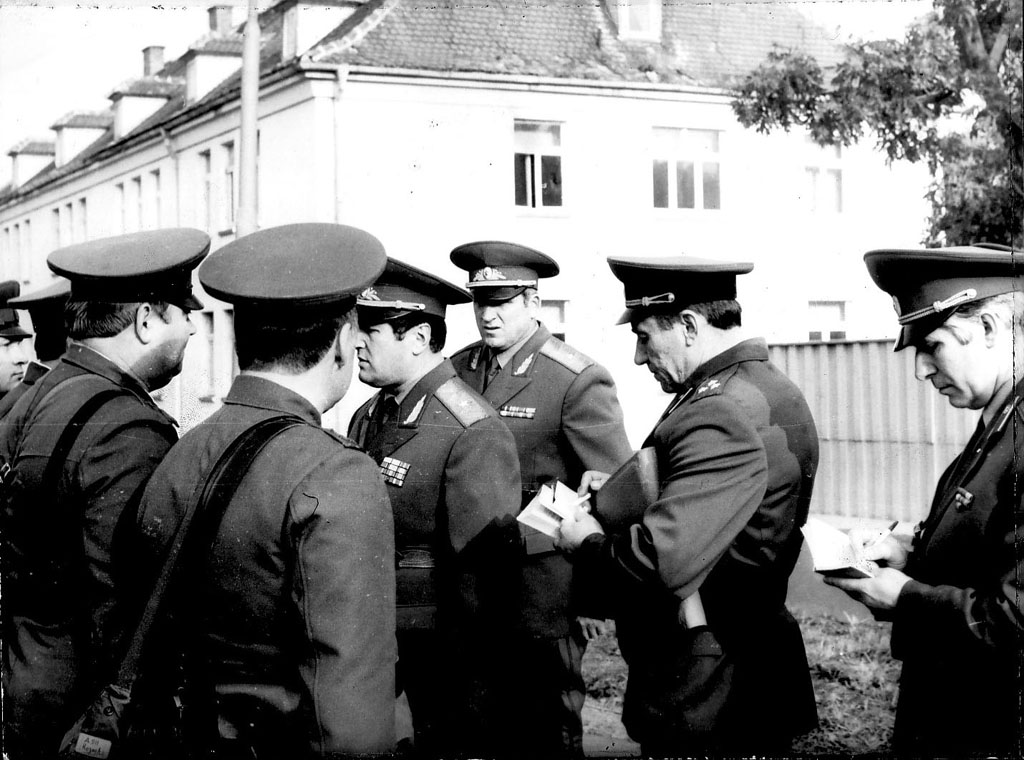
Командующий 8-й гв. ОА гв.генерал-майор
В. Ачалов (в центре) в 39-й гв. мсд, 1985 г.

Службу в войсках начал в 1966 году командиром взвода тяжелых танков, затем был командиром танковой роты в 119-м отдельном танковом полку 8-й гвардейской армии (ГСВГ).
В 1973 году окончил обучение в Военной академии бронетанковых войск
С 1973 года продолжил службу в Воздушно-десантных войсках на должности заместителя командира 243-го учебного самоходно-артиллерийского полка 44-й учебной воздушно-десантной дивизии. В 1974 году назначен командиром 243-го полка.
С 1975 по 1977 годы проходил службу командиром 137-го гвардейского парашютно-десантного полка.
C 1977 года — заместитель командира 98-й гвардейской воздушно-десантной дивизии.
В 1978 году назначен на должность командира 7-й воздушно-десантной дивизии.
В 1980 году получил звание генерал-майора (в возрасте 34 лет, один из самых молодых генералов СССР).
В 1984 году окончил обучение в Военной академии Генерального штаба Вооружённых Сил СССР им. К. Е. Ворошилова, после чего был назначен на должность заместителя командующего 2-й гвардейской танковой армией ГСВГ.
С 1985 по 1987 годы — проходил службу на должности командующего 8-й гвардейской общевойсковой армией ГСВГ.
С 1987 по 1989 годы — проходил службу на должностях начальника штаба, первого заместителя командующего войсками Ленинградского военного округа.
С января 1989 по декабрь 1990 года — командующий ВДВ. В январе 1990 года был координатором военной операции в г. Баку.
С 10 декабря 1990 по 21 сентября 1991 года — заместитель министра обороны СССР.
В январе 1991 года Ачалов находился в Вильнюсе, координировал действия войск по захвату телецентра.
17 августа 1991 года он участвовал в историческом совещании, на котором было принято решение о введении чрезвычайного положения и передаче власти ГКЧП. 18 августа готовил совещание высшего армейского руководства, на котором, в частности, был утвержден план ввода войск в Москву. 19 августа координировал ввод войск в столицу, лично руководил действиями частей ВДВ по установлению контроля над телецентром «Останкино».

### Политическая деятельность
В марте 1990 года избран народным депутатом РСФСР от округа № 708. Член Верховного Совета Российской Федерации, парламентских фракций «Коммунисты России», «Отчизна», депутатской группы «Реформа в армии». На XXVIII съезде КПСС в июле 1990 года избран членом ЦК КПСС.
В сентябре — ноябре 1991 года находился в распоряжении министра обороны СССР, затем уволен в запас. С августа 1992 года — руководитель аналитического центра при председателе Верховного Совета Российской Федерации.
Генерал армии Валентин Варенников вспоминал, как в дни ГКЧП, 20 августа 1991 года «генерал В. А. Ачалов по заданию министра обороны разбирал вопрос: как подразделению „Альфа“ войти в здание Белого дома, чтобы разоружить 500 гражданских лиц, которые вооружены российским руководством автоматами и пулемётами? Войти, но чтобы не было жертв среди лиц, которые толпились вокруг этого здания. „Альфа“ заняла исходное положение и готова была выполнить задачу. Ждали сигнала. Но сигнала не было — не знали, как проделать „коридор“ в многолюдной толпе без жертв.»
27 декабря 1991 года Верховный Совет РСФСР не удовлетворил запрос генерального прокурора Российской Федерации В. Степанкова о лишении Ачалова депутатской неприкосновенности в связи с делом ГКЧП. На суде по делу ГКЧП Ачалов заявил, что решение о штурме Верховного Совета России не принималось. Его показания способствовали оправдательному приговору Валентину Варенникову.

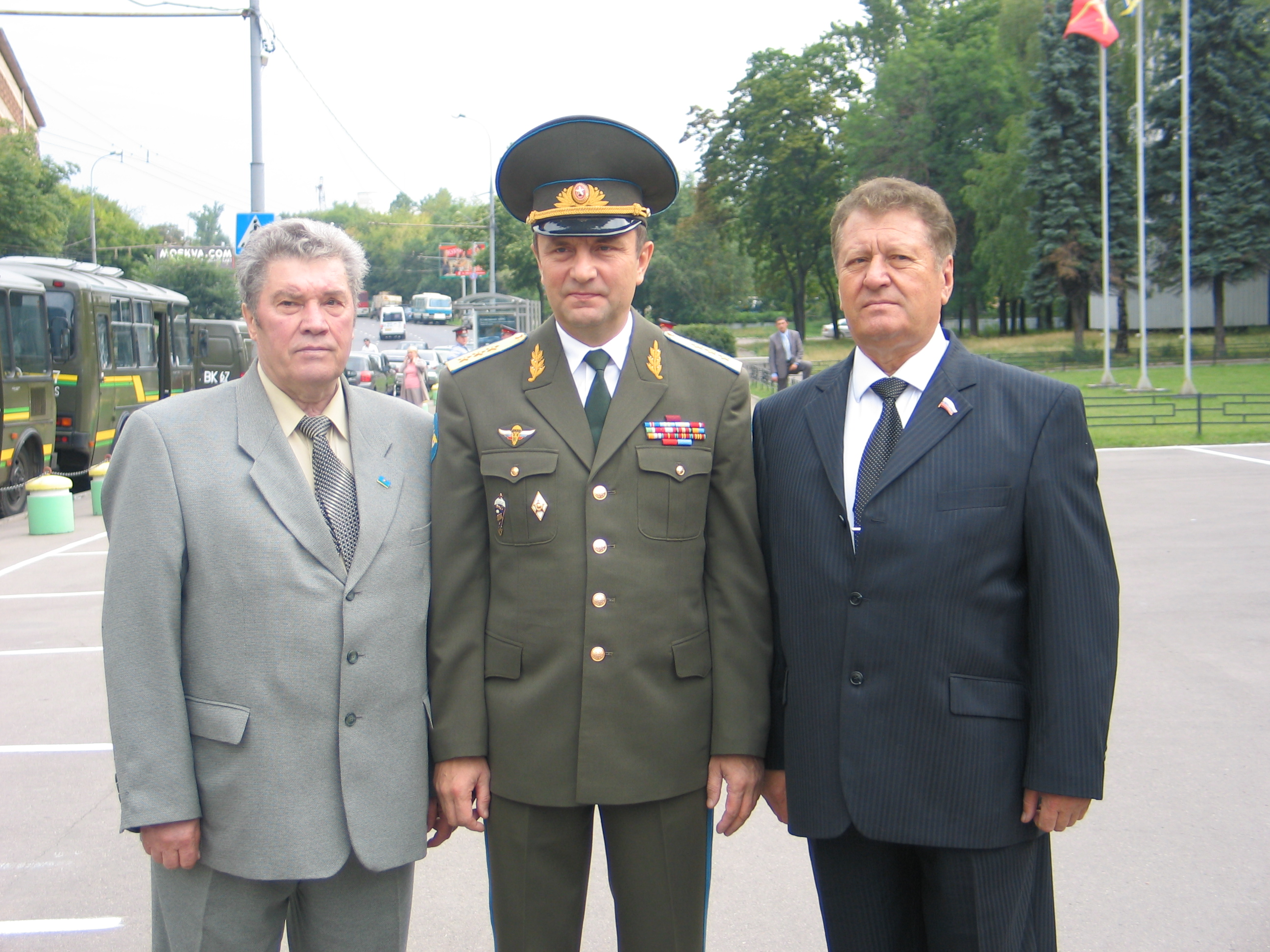
Трое командующих ВДВ: Н. В. Калинин, А. П. Колмаков, В. А. Ачалов.
День ВДВ, 2 августа 2007 г.

В дни октябрьских событий 1993 года выступил на стороне Съезда народных депутатов и Верховного Совета Российской Федерации. Утверждённый Верховным Советом и Съездом народных депутатов исполняющим обязанности президента Александр Руцкой назначил Ачалова министром обороны Российской Федерации. Это решение утвердил Верховный Совет. Однако, в здание Министерства обороны Ачалов допущен не был. Его призыв к Вооружённым Силам Российской Федерации идти на защиту Верховного Совета, однако, не нашёл отклика среди военных. 4 октября 1993 года был арестован, в феврале 1994 года — освобождён по амнистии. По версии Игоря Бунича, выдвинутой в книге «Меч президента» (1994 год), претендовал на роль военного диктатора страны. Сам Ачалов назвал это бредом.
С августа 1995 года — сопредседатель Всероссийского офицерского собрания. В 1999 году баллотировался в Государственную Думу Российской Федерации от Движения в поддержку армии. Входил в оргкомитет движения Движение в поддержку армии (до 2000 года). Занимался военно-патриотической работой.
C 2003 года, до конца жизни — председатель Всероссийского Союза общественных объединений ветеранов десантных войск «Союз десантников России». До конца своих дней считал себя министром обороны России. Незадолго до своей смерти дал интервью телеканалу НТВ, в котором заявил, что экс-президент СССР Михаил Горбачев заранее знал об операции в Вильнюсе 13 января 1991 года.
В 2009 году Владислав Ачалов, Станислав Терехов и Александр Баркашов выступили учредителями Общественного движения «Союз защитников России».
Владислав Алексеевич Ачалов скончался 23 июня 2011 года в Москве, в возрасте 65 лет.

## Память

Памятник на Троекуровском кладбище

Похоронен на Троекуровском кладбище (участок 7в).
23 июня 2012 года «Союзом десантников России» на могиле установлен памятник.

## Сочинения
- Ачалов В. А. Я скажу вам правду. — М.: Ист-Факт, 2006. — 336 c. — ISBN 5-901534-14-X
- Ачалов В. А. Мера воздействия — расстрел. Книга 2. Я скажу вам правду. — М.: Книжный мир, 2010. — 510 с. — ISBN 978-5-8041-0512-0

## Награды
Один из одиннадцати «полных кавалеров» ордена «За службу Родине в Вооружённых Силах СССР»; один из 13 награждённых орденом «За службу Родине в ВС СССР» I степени — самым редким орденом СССР.
- Орден Октябрьской Революции
- Орден Красной Звезды
- Орден «За службу Родине в Вооружённых Силах СССР» 1-й степени
- Орден «За службу Родине в Вооружённых Силах СССР» 2-й степени
- Орден «За службу Родине в Вооружённых Силах СССР» 3-й степени
- Медаль «В ознаменование 100-летия со дня рождения Владимира Ильича Ленина»
- Медаль «Двадцать лет победы в Великой Отечественной войне 1941-1945 гг.»
- Медаль «В память 850-летия Москвы»
- Медаль «В память 1000-летия Казани»
- Медаль «Ветеран Вооружённых Сил СССР»
- Медаль «50 лет Вооружённых Сил СССР»
- Медаль «60 лет Вооружённых Сил СССР»
- Медаль «70 лет Вооружённых Сил СССР»
- Медаль «За безупречную службу» I степени
- Медаль «За безупречную службу» II степени
- Медаль «За безупречную службу» III степени
- Медаль «За укрепление боевого содружества»
- Медаль «Участнику марш-броска 12 июня 1999 г. Босния — Косово»
- Медаль «Генерал армии Маргелов»
- Медаль «200 лет Министерству обороны»

Иностранные награды:
- Медаль «Братство по оружию» (Польша)
- Медаль «За укрепление дружбы по оружию» (ЧССР)
- Орден «За храбрость» (Афганистан)
- Медаль «Воину-интернационалисту от благодарного афганского народа» (Афганистан)
- Медаль «За укрепление братства по оружию» (Болгария)
- Почётная медаль за укрепление братских отношений между Союзом свободной немецкой молодежи и ВЛКСМ (ГДР)
- Почётная медаль Национального фронта (ГДР)
- Медаль «За отличия в боевой подготовке и высокую боеготовность» (ГДР)
- Медаль «30 лет Кубинской революционной армии: 1956—1986 гг.» (Куба)
- Медаль «40 лет Халхин-Гольской Победы» (Монголия)
- Медаль «1945-1985»[источник не указан 993 дня]

Награды Постоянного Президиума Съезда народных депутатов СССР:
- Орден Сталина
- Медаль «В ознаменование 120-летия со дня рождения И. В. Сталина»
- Медаль «80 лет Вооружённых Сил СССР»
- Медаль «55 лет победы советского народа в Великой Отечественной войне 1941—1945 гг.»;
- Медаль «Маршал Советского Союза Жуков»
- Медаль «70 лет создания Воздушно-Десантных войск СССР»
- Медаль «90 лет Вооруженных сил СССР. 1918—2008»

Награды Академии проблем безопасности, обороны и правопорядка:
- Орден Святого Князя Александра Невского I степени
- Орден Петра Великого I степени
- Орден «Великая Победа»

Другие общественные награды:
- Медаль «Десантное Братство» I степени (Организация ветеранов Воздушно-десантных войск)
- Медаль «За верность десантному братству» (Союз десантников России)
- Нагрудный знак «Командование ВДВ: 1941—2001»
- Медаль «90 лет милиции»